# 広節裂頭条虫
広節裂頭条虫（こうせつれっとうじょうちゅう、学名：Diphyllobothrium latum）は、扁形動物門条虫綱真性条虫亜綱擬葉目裂頭条虫科に属する寄生虫の1種で、ヒトの小腸に寄生する。ミゾサナダとも。いわゆるサナダムシの1種で、体長は5-10mに達する。頭節には一対の吸溝を有し、宿主の腸粘膜に吸着する。

## 分布
世界的に広く分布する。
下に示すように第2中間宿主がマス、サケ、カワカマスなどの魚類であるため、これらをよく食べる地域に多い。
日本、ロシア、スイス、ドイツ、イタリア、アラスカ、チリやバルト海沿岸諸国などで多く報告される。
日本では年間感染報告者数第3位の寄生虫である（第1位はアニサキス、第2位は横川吸虫）。
日本周辺に分布する個体群は分類学の研究により、別種の日本海裂頭条虫 Diphyllobothrium nihonkaiense と判明した。陰茎嚢と外貯精嚢の位置関係が違い、肉眼での識別は困難である。

## 生活史
小腸で産み出された虫卵は、糞便とともに外界へ出て発育し、虫卵の中にコラシジウムという幼虫を生じる。
やがて孵化し、第1中間宿主であるケンミジンコに摂取されると、その体内で成長し、プロセルコイドという幼虫にまで成長する。
感染したケンミジンコが第2中間宿主の魚類に食べられると、プロセルコイドは筋肉内に移動しそこで感染型幼虫であるプレロセルコイドになる。
これを終宿主が摂取すると、2-4週間で成虫になる。

## 宿主
- 第1中間宿主・・・ケンミジンコ
- 第2中間宿主・・・マス、サケ、カマス、スズキなどの魚類
- 終宿主・・・ヒト、イヌ、ネコ、ブタ、キツネ、クマなどの哺乳類

## 症状
広節裂頭条虫症の主な症状は下痢や腹痛であるが、自覚症状がないことも少なくない。
北欧では広節裂頭条虫貧血と称する悪性貧血が見られることがある。

## 正の効用
広節裂頭条虫は人体内においてアレルギー反応を抑制する成分を分泌しており、副作用の問題などから実用化には至っていないものの、アレルギー症状の特効薬として期待されている。
このことから、ダイエットやアレルギー抑制などに利用しようとする者が散見されるが、一般には病原体であり、成体・虫卵等を他人に与えることは刑事罰の対象となる。俗説ではオペラ歌手のマリア・カラスが寄生虫でダイエットしたされるが、事実ではない。
詳しくは寄生虫の項を参照のこと。

## 予防
第2中間宿主の生食によって感染するため、これらの魚類を生で食べないようにすることが重要である。
日本では鱒寿司が重要な感染源になっているため、注意を要する。

## 治療法
広節裂頭条虫症の治療にはプラジカンテルの投与が駆虫に有効である。